# Morunglav
Morunglav es una comuna ubicada en el distrito de Olt, Rumania.

## Superficie
Posee una superficie de 62,10 kilómetros cuadrados.

## Demografía
Hasta 2021 la población era de 2125 habitantes, con una densidad de población de 34,22 habitantes por kilómetro cuadrado.